# Is My Head Still On?
Is My Head Still On? är Tiger Lous debutalbum, utgivet 2004 av Startracks. Albumet släpptes även på vinyl av det tyska skivbolaget Riptide Recordings. 2008 återutgavs CD-version med nytt omslag där Rasmus Kellermans ansikte har retuscherats bort.
Från skivan släpptes singlarna Oh Horatio och Sell Out.

## Låtlista
Alla låtar är skrivna av Rasmus Kellerman.
1. "The Sound of Crickets" - 3:24
2. "Sell Out" - 2:55
3. "Oh Horatio" - 3:12
4. "Warmth" - 3:58
5. "The War Between Us" - 3:56
6. "Like You Said" - 3:46
7. "Last Night They Had to Carry Me Home" - 2:50
8. "The Wake/Hooray Hooray" - 4:30
9. "All in Good Time" - 9:19
10. "Lowdown" - 2:04

## Personal
Siffrorna inom parentes indikerar låtnummer.
- Rolf Klinth - bas, lap steel (4, 9), mixning, producent
- Rasmus Kellerman - sång, gitarr, producent, låtskrivare, mixning
- Pontus Levahn - trummor (2, 5, 7, 9)
- Andrea Kellerman - sång (1)
- Daniel Johansson - flugelhorn (3, 5)
- Viktor Ginner - elpiano (5), orgel (9)
- Sara Appelgren - fotografi
- Sören Elonsson - mastering

## Mottagande
Skivan fick ett gott mottagande när den utkom och snittar på 3,8/5 på Kritiker.se, baserat på fem recensioner.